# Roca dels Penjats
La Roca dels Penjats és una muntanya de 100 metres que es troba al municipi de Benifallet, a la comarca catalana del Baix Ebre.